# Eugen Bakumovski
Eugen Bakumovski (* 11. Oktober 1980 in Saporischschja, Ukrainische SSR) ist ein ehemaliger deutscher Volleyball-Nationalspieler.

## Karriere
Eugen Bakumovski begann seine Karriere 1993 in Minden. Schon ein Jahr später wollte ihn der DVV in die Jugend-Nationalmannschaft aufnehmen, was sich jedoch als unmöglich erwies, da Bakumovski zu dieser Zeit noch keine deutsche Staatsangehörigkeit besaß. 1996 wechselte er nach Moers und anschließend für zwei Jahre nach Mendig. Nachdem er 2002 zum SCC Berlin gewechselt war, wurde er gleich in seiner ersten Saison Deutscher Meister. Außerdem spielte er mittlerweile in der A-Nationalmannschaft, da er am 27. November 2002 einen deutschen Pass erhalten hatte.  Er nahm an der Europameisterschaft 2003 teil, bei der Deutschland den siebten Platz belegte. In der folgenden Spielzeit konnte er den Erfolg mit den Charlottenburgern wiederholen. Anschließend wechselte er nach Italien, wo er jeweils eine Saison in Taranto und Ancona spielte. Für die WM 2006 wurde er jedoch nicht nominiert. Von 2006 bis 2008 spielte er im polnischen Kędzierzyn-Koźle. Danach spielte Eugen Bakumovski wieder in Deutschland bei Generali Haching und wurde 2009 und 2010 Deutscher Pokalsieger. Nach einem kurzen Engagement in Bottrop ging Eugen Bakumovski in die Türkei zu Beşiktaş Istanbul. 2011 kehrte er kurzzeitig in die Bundesliga zurück und spielte bei Chemie Volley Mitteldeutschland. 2011/12 spielte Bakumovski beim italienischen Zweitligisten Edilesse Conad Reggio nell’Emilia, bevor er 2012 nach Leipzig zum deutschen Zweitligisten L.E. Volleys wechselte.
Seit 2003 war Eugen Bakumovski auch bei einigen Turnieren als Beachvolleyballer aktiv. In der Saison 2011 ging er zunächst zusammen mit dem Kieler Nils Rohde an den Start. Nach Partnerwechsel spielte Eugen Bakumovski mit dem Jugendnationalspieler Philipp Arne Bergmann mehrere Turniere auf der deutschen Smart Beach Tour.